# Calocalanus plumulosus
Calocalanus plumulosus är en kräftdjursart som först beskrevs av Claus.  Calocalanus plumulosus ingår i släktet Calocalanus och familjen Paracalanidae. Inga underarter finns listade i Catalogue of Life.